# Dapeng Bandao
Dapeng Bandao (kinesiska: 大鹏半岛) är en halvö i Kina. Den ligger i provinsen Guangdong, i den södra delen av landet, omkring 140 kilometer sydost om provinshuvudstaden Guangzhou.
Genomsnittlig årsnederbörd är 1 990 millimeter. Den regnigaste månaden är maj, med i genomsnitt 539 mm nederbörd, och den torraste är oktober, med 15 mm nederbörd.